# Svend Hersleb

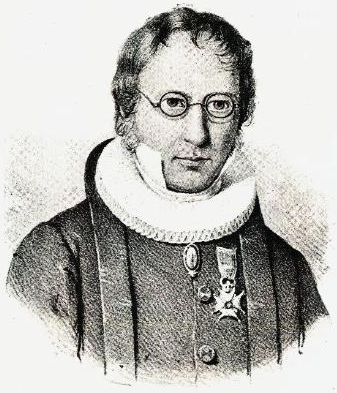
Svend Borchmann Hersleb.

Svend Borchmann Hersleb, född den 7 mars 1784 i Alstadhaugs socken i Nordland, död den 12 september 1836 i 
Kristiania, var en norsk teolog. 
Hersleb blev student i Köpenhamn 1802 och teologie kandidat 1807 samt anställdes 1808 som lärare vid metropolitanskolan i Köpenhamn. År 1813 blev han lektor och 1814 professor i teologi vid Kristiania universitet. 
Som sådan representerade han en riktning, som alltmer närmade sig den gamla pietismen och den lekmannaförkunnelse, som utgick från Hans Nielsen Hauge och hans krets.
Betecknande för hans kyrkliga åskådning är det vänskapliga förhållande, vari han stod till såväl den norske bondepredikanten som sin gamle studiekamrat Grundtvig, som med vördnad såg upp till honom.
Utom ett inlägg i den strid, som Nicolai Wergelands skrift Danmarks politiske forbrydelser imod Norge (1816) framkallade, utgav Hersleb läroböcker i bibliska historien, som på sin tid var mycket spridda och som haft inflytande på norska folkskolan och dess verksamhet, vilken Hersleb omfattade med värme.